# Kirchenmusik in der Evangelischen Kirche im Rheinland

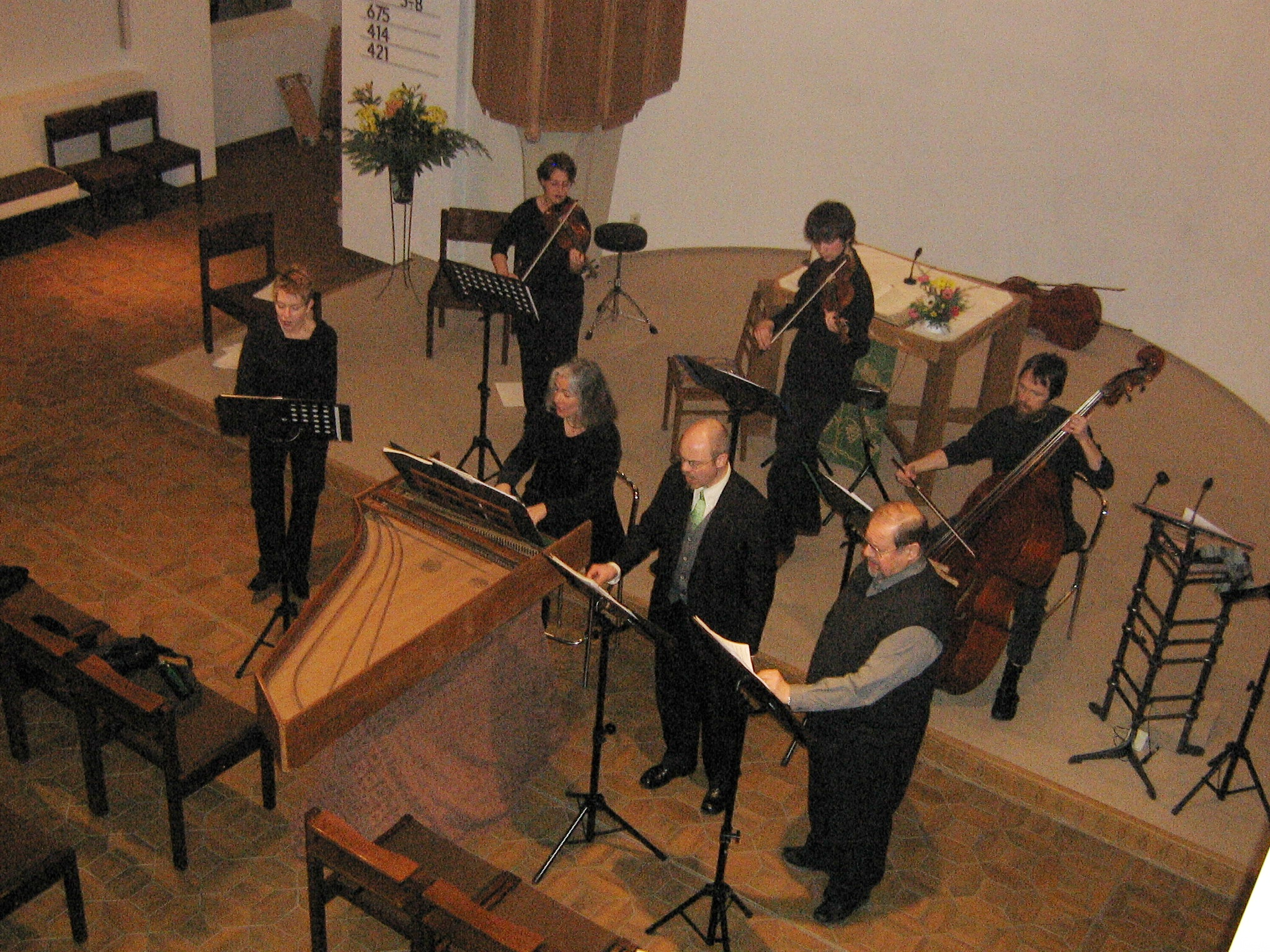
Kleine Kantorei aus der EKiR bei der Aufführung einer Kantate

Dieser Artikel behandelt die Kirchenmusik der Evangelischen Kirche im Rheinland.

## Gesangbücher

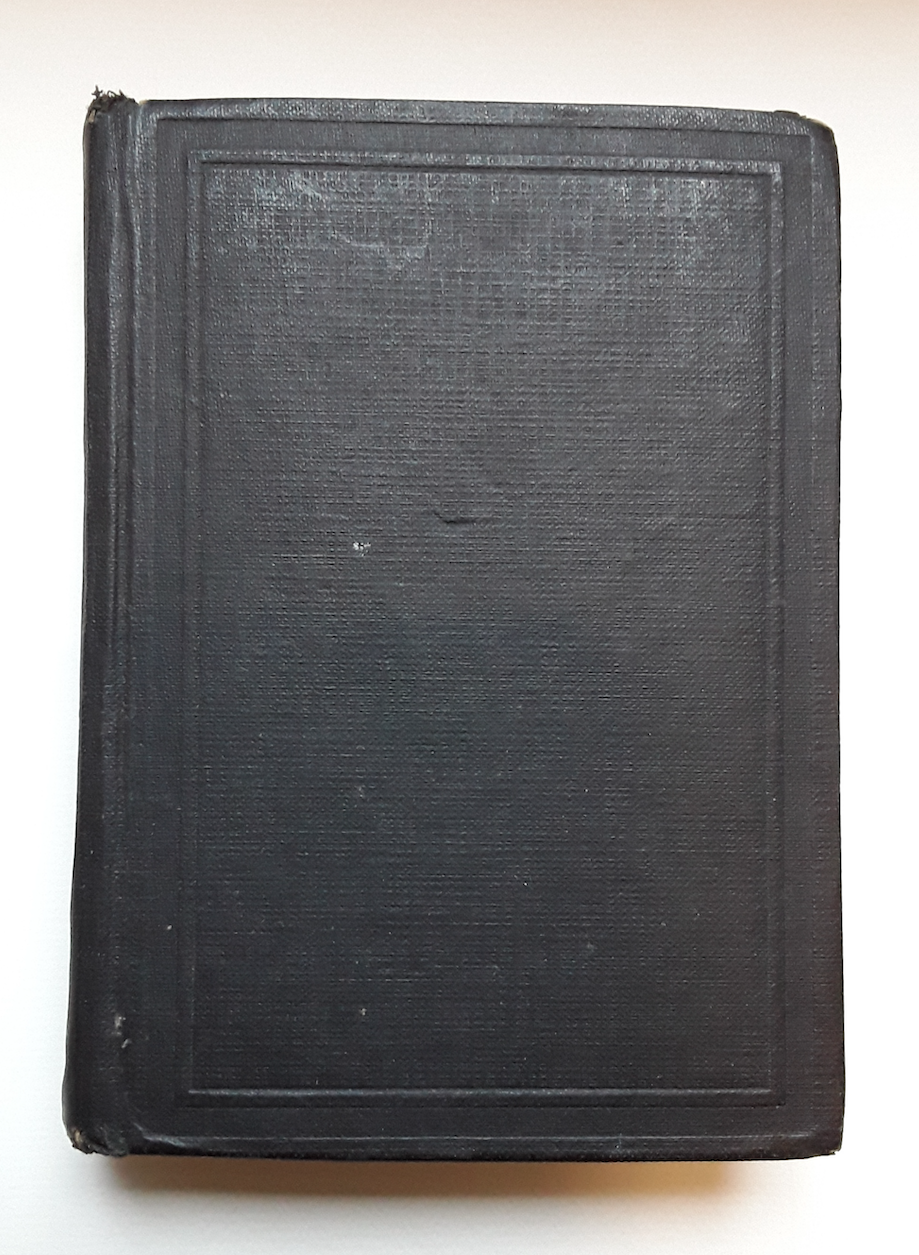
Evangelisches Gesangbuch für Rheinland und Westfalen, 60er Jahre

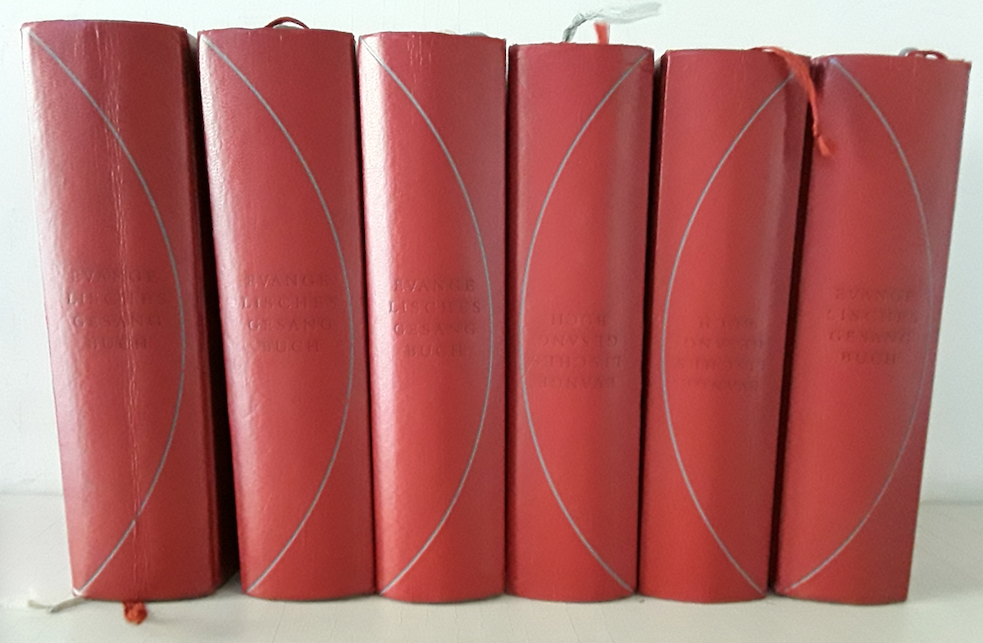
Evangelisches Gesangbuch von 1996

Die Gemeinden der Evangelischen Kirche im Rheinland singen bzw. sangen vor allem aus folgenden Gesangbüchern:
- (verschollen) Gesangbüchlein Geistlicher Psalme[n] (Bonner Gesangbuch). 1544/1545
  - Gsangbüchlein Geistlicher Psalme[n], hymnen, leider vn[d] [und] gebet. Laurenz von der Mülen, Bonn 1550[1] und weitere Auflagen.
  - Gsangbüchlein Geistlicher Psalmen, Hymnen, lieder und gebet, Durch etliche diener der Kirchen zu Boñ fleissig zusamẽ getragen vnd in geschickte ordnũg sehr schön gestelt zu übung vnd brauch der Christlicher gemeine. Auffs new gemehret …, o. O. [Wittenberg] 1561 (Digitalisat der Bayerischen Staatsbibliothek München)
  - (überarbeitet vom kurpfälzischen Hofprediger Jacob Heilbronner) Essendisches Gesang-Buch. Johann Zeisse, Essen 1614
- Singende und Klingende Berge, das ist: Bergisches Gesang-Buch, zusammengestellt von Franz Vogt. 1697.
  - 2. Auflage Johann David Zunner, Frankfurt am Main 1701 (Nachdrucke Johann Nikolaus Andreae, Frankfurt am Main 1711; Henrich Wilhelm Meyer, Lemgo 1716; Meyer, Lemgo 1726)
  - Singende und klingende Berge, Das ist: Bergisches Gesang-Buch, Bestehend in 630 … Psalmen und geistlichen lieblichen Liedern. Für die evangelische ohnv[eränderte] Augspurgische Confession zugethane Gemeinden derer Hertzogthümern Jülich und Berg … nebst einem kurzen Gebeth-Büchlein. Peter Abraham Proper, Mülheim am Rhein 1726 (Nachdruck 1759; Nachdruck 1768: Digitalisat der Universitäts- und Landesbibliothek Düsseldorf)
- Der singenden und klingenden Berge anderer Theil … Anhang zu dem Bergischen Gesang=Buch nach der Ordnung des ersten Theils. Proper Erben, Mülheim am Rhein, 1762 (Digitalisat der Universitäts- und Landesbibliothek Münster)
  - Singende und klingende Berge, Das ist: Bergisches Gesang-Buch. Bestehend in zweyen Haupt-Theilen darinnen 878 … Lieder enthalten. Proper Erben, Mülheim am Rhein 1768 (Digitalisat der Universitäts- und Landesbibliothek Münster)
- Evangelisches Gesang-Buch; herausgegeben nach den Beschlüssen der Synoden von Jülich, Cleve, Berg und von der Grafschaft Mark. Elberfeld, 1834.
  - Ausgabe Lucas, Elberfeld o. J. (ca. 1870) (Digitalisat der Universitäts- und Landesbibliothek Münster)
- Evangelisches Gesangbuch für Rheinland und Westfalen. Dortmund, 1883.
- Evangelisches Gesangbuch für Rheinland und Westfalen mit dem Stammteil „Lieder des Deutschen Evangelischen Gesangbuches nach den Beschlüssen des Deutschen Evang. Kirchenausschusses“, Dortmund, 1929.
- Evangelisches Kirchengesangbuch, Ausgabe für die Landeskirchen Rheinland, Westfalen und Lippe; Bielefeld u. a., 1969.
- Evangelisches Gesangbuch, Ausgabe für die Evangelische Kirche im Rheinland, die Evangelische Kirche von Westfalen, die Lippische Landeskirche, in Gemeinschaft mit der Evangelisch-reformierten Kirche (Synode evangelisch-reformierter Kirchen in Bayern und Nordwestdeutschland), in Gebrauch auch in den evangelischen Kirchen im Großherzogtum Luxemburg; Gütersloh/Bielefeld/Neukirchen-Vluyn, 1996.

## Dichter und Komponisten von Kirchenliedern

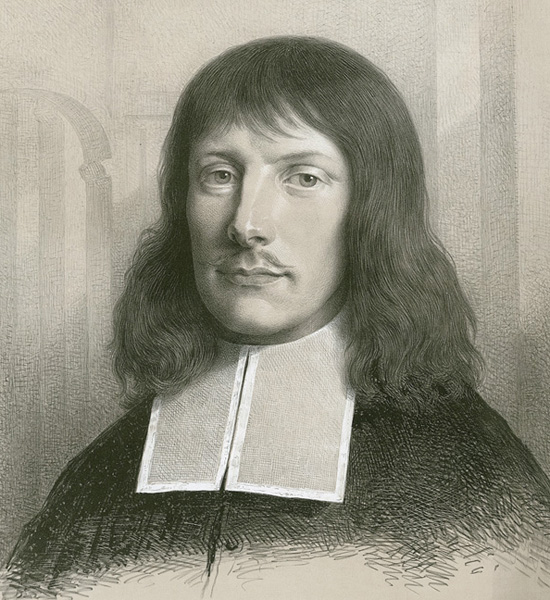
Joachim Neander (1650–1680)

Kirchenlieddichter, die auf dem Gebiet der heutigen EKiR wirkten, waren u. a. Matthias Jorissen (EG 279, 281, 286, 290, 300) Joachim Neander (EG 166, 198, 316, 327, 386, 504, 689), Uwe Seidel (EG 655) und Gerhard Tersteegen (EG 41, 140, 165, 252 392, 393, 480, 481, 661). Kirchenliedmelodien wurden u. a. von Oskar Gottlieb Blarr und Günter Kärner (EKG 157), Wilhelmina Koch (EG 407), Matthias Nagel (EG 677), Siegfried Reda (EG 64) und Gerhard Schwarz (EG 51) komponiert. Als Komponisten und Dichter wirkten Friedemann Gottschick der Ältere (EG 381) und Christoph Lehmann (EG 673 und 675).

## Notenausgaben für Instrumente

### Druckausgaben

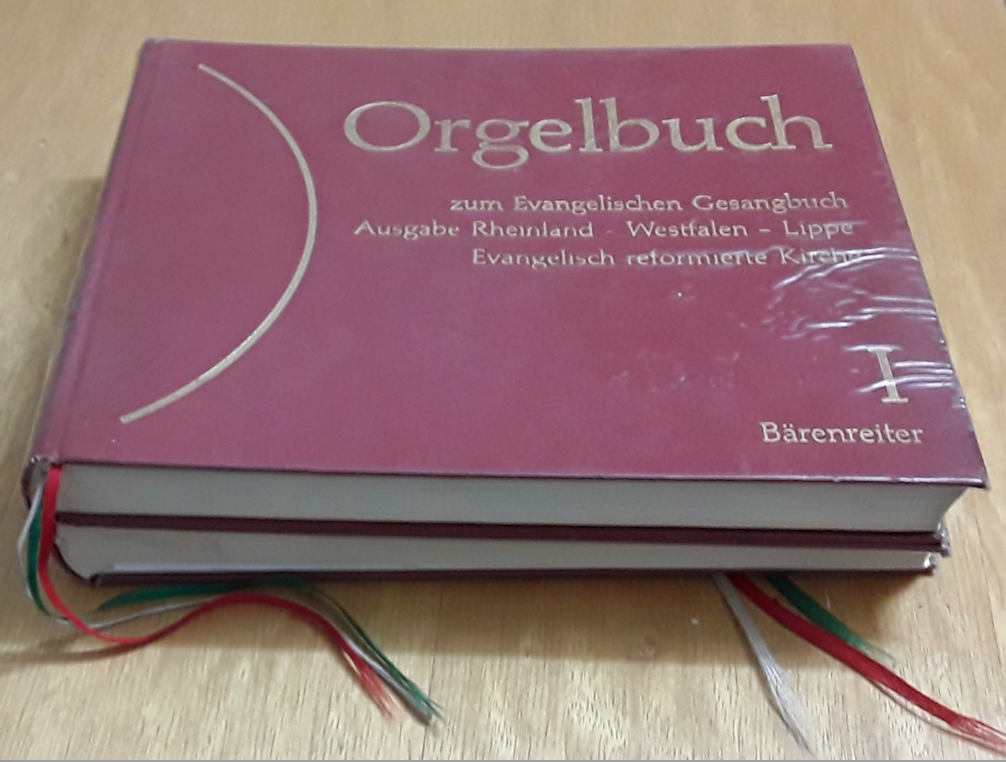
Choralbuch von 1996

Neben den Gesangbüchern für die Gemeinde wurden von der Landeskirche verschiedene Choralbücher zur instrumentalen Begleitung herausgegeben. Von 1930 bis 1970 war das Choralbuch zum Evangelischen Gesangbuch für Rheinland und Westfalen im Gebrauch (Auflagen: 1930, 1931 und 1949). 1970 wurde nach der Einführung des neuen EKG ein Choralbuch zum Evangelischen Kirchengesangbuch mit drei- und vierstimmige Orgelsätzen zum Evangelischen Kirchengesangbuch veröffentlicht. 1996 folgte mit dem neuen EG ein zweibändiges Orgelbuch zum Evangelischen Gesangbuch. Zur Liedbegleitung durch Posaunenchöre wurde 1970 ein Posaunen-Choralbuch zum Evangelischen Kirchengesangbuch herausgegeben, welches 1996 durch das Posaunen-Choralbuch zum Evangelischen Gesangbuch abgelöst wurde. Beide Choralbücher enthalten vierstimmige Bläsersätze und zu jedem Satz eine Intonation. 1996 erschien als Neuheit ein Evangelisches Gesangbuch mit Akkordsymbolen für Gitarre, Keyboard und Band. 2010 gab der Landeskirchenmusikdirektor Ulrich Cyganek das Choralbuch kreativ heraus, in welchem 125 der beliebtesten Melodien mit je einer Intonation, einem Choralvorspiel sowie einem drei- und vierstimmigen Orgelbegleitsatz enthalten sind. 2020 folgte der Band Choraltrios für Orgel mit 55 leichten Choralsätzen zu drei Stimmen. Vom Remscheider Kirchenmusikdirektor Christoph Spengler erschien 2010 ein dreibändiges Werk (TastaGroove) zur Begleitung neuer geistlicher Lieder mit dem Klavier oder Keyboard.

### Digitale Ausgaben

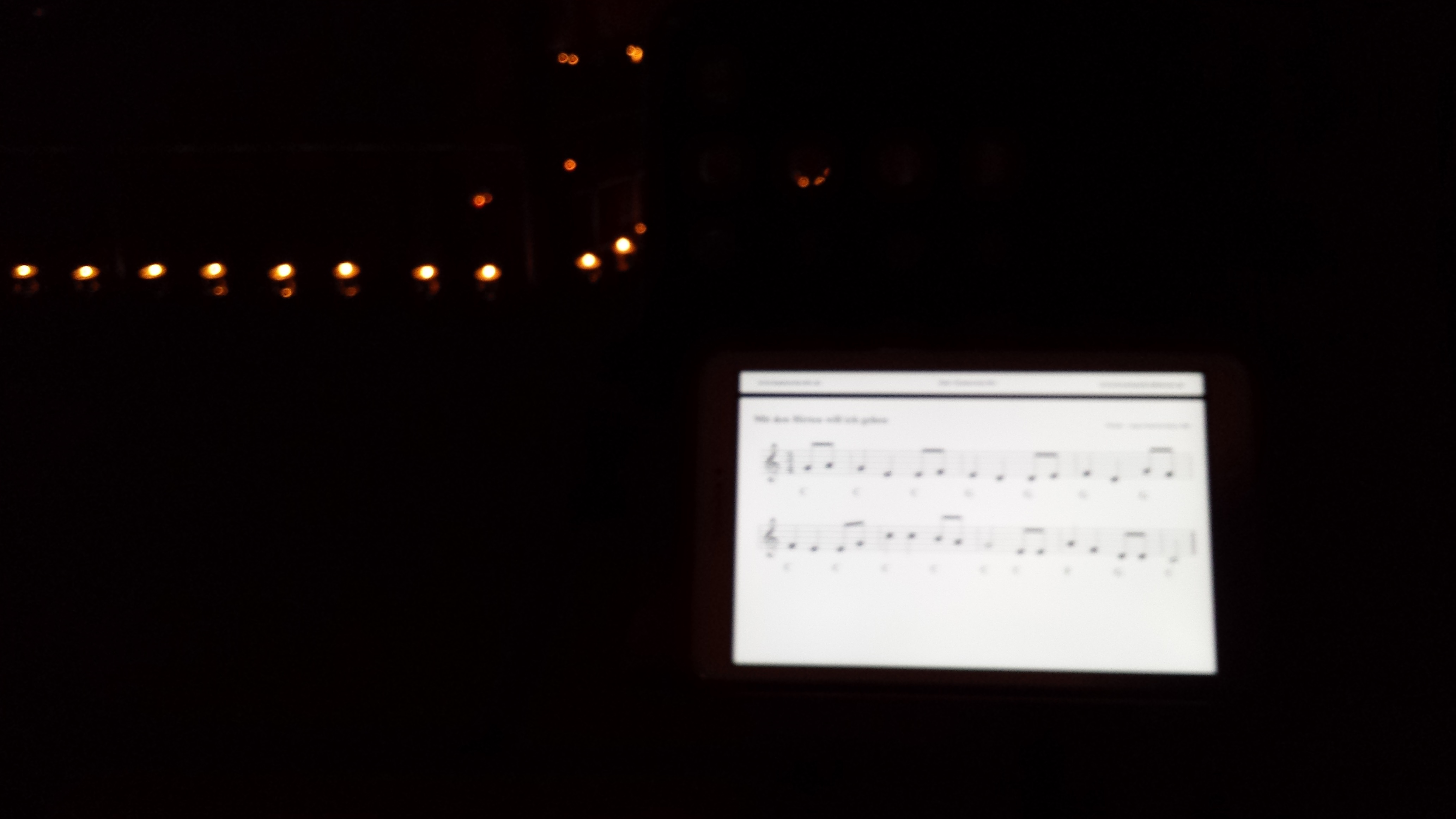
Digitales Choralbuch auf Tablet in weihnachtlicher Kirche

Als Ergänzung zu den offiziellen Notenausgaben bietet die Stiftung kreuznacher diakonie auf ihrer Webseite kostenlos digitale Choralbücher mit gemeinfreien Kirchenliedern für beliebige Streichinstrumente, Blasinstrumente, Tasteninstrumente und Gitarre in zwei-, drei- und vierstimmigen Sätzen an. Eine einstimmige Ausgabe enthält Einrichtungen von Chorälen zum Spiel auf dem Dudelsack. Eine weitere Sammlung enthält Lieder zur Advents- und Weihnachtszeit. Die Begleitsätze wurden durch den Diakoniekantor Helmut Kickton gefertigt und liegen in verschiedenen Formaten vor, zum einen in DIN A4 zum Ausdruck auf Papier, zum anderen in Querformaten zur Nutzung auf Laptop, Tablet und Smartphone.

## Kirchenmusiker

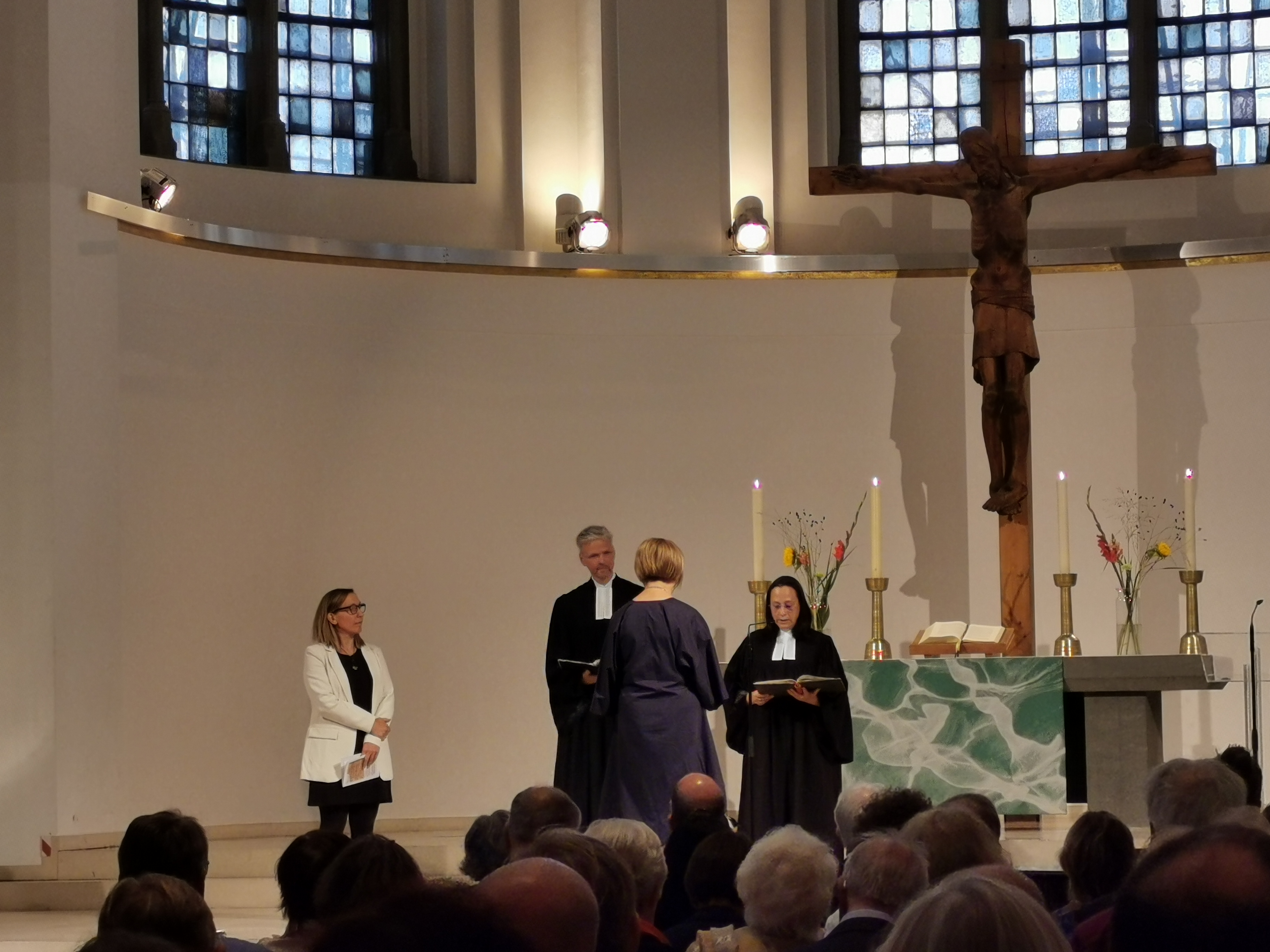
Einführung von Brigitte Rauscher in das Amt der Landeskirchenmusikdirektorin durch Oberkirchenrätin Wiebke Janssen

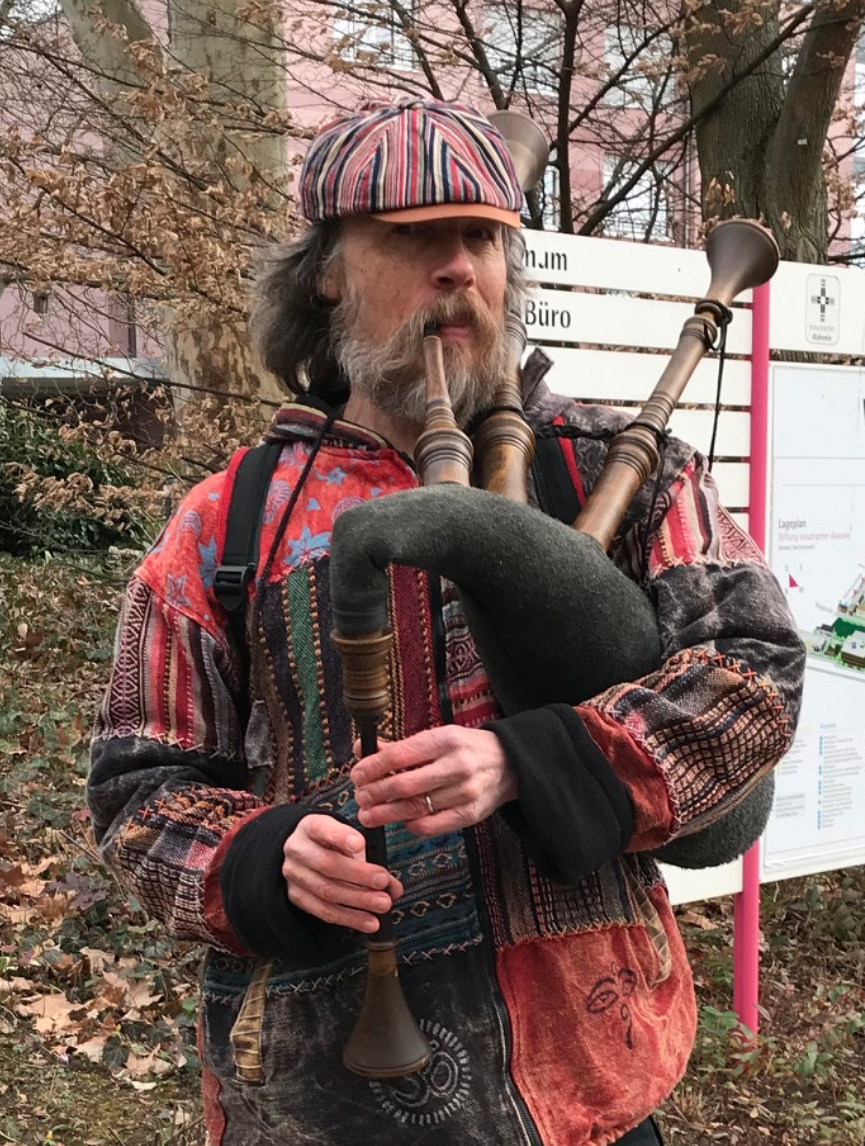
Diakoniekantor Helmut Kickton bei einem Straßenkonzert vor einem Heim

Im Bereich der Landeskirche sind gegenwärtig (2021) etwa 160 hauptamtliche und über 1.000 nebenamtliche Kirchenmusiker als Organisten und Chorleiter tätig. Der Dienst der Kirchenmusiker ist in der EKiR durch das Kirchengesetz für den kirchenmusikalischen Dienst in der Evangelischen Kirche im Rheinland vom 15. Januar 2020 geregelt. Des Weiteren gilt eine Verordnung für den kirchenmusikalischen Dienst in der Evangelischen Kirche im Rheinland (Kirchenmusikverordnung – KiMuVO) vom 12. November 2020.
Die Kirchenmusikerstellen werden in A-, B- und C-Stellen eingeteilt. A- und B-Stellen zeichnen sich durch einen „besonderen künstlerischen, liturgischen und musikpädagogischen Auftrag aus“. Voraussetzung für die Anstellung an einer A- oder B-Stelle ist die Zuerkennung der Anstellungsfähigkeit sowie ein berufsqualifizierender Studienabschluss Evangelische Kirchenmusik mit dem A-Examen oder B-Examen.
Hauptamtliche Kirchenmusiker in A- oder B-Stellen führen die Dienstbezeichnung Kantor oder Kantorin. Für überragende Leistungen und einer überregionalen Wirksamkeit auf kirchenmusikalischem Gebiet kann durch die Kirchenleitung der Titel Kirchenmusikdirektorin oder Kirchenmusikdirektor verliehen werden. Laut Vizepräses Christoph Pistorius steht der Titel Direktor „für die Wahrnehmung einer Leitungs- oder Führungsposition, steht für Verantwortung, Anregungskompetenz und die besondere Herausforderung im Blick auf strategische Fragen“. Die Zahl der Kirchenmusikdirektorinnen und Kirchenmusikdirektoren ist in der Evangelischen Kirche im Rheinland begrenzt und beträgt 18. Sie steht nach Aussage der Landeskirche „in einem Verhältnis zur Zahl der kirchenmusikalisch hauptamtlich besetzten Stellen.“
Die Fachberatung des Landeskirchenamtes erfolgt durch den Landeskirchenmusikdirektor. Zu seinen Aufgaben gehören unter anderem die „Vorbildung, Prüfung, Anstellung und Fortbildung der Kirchenmusiker“, die „Sicherung des kirchenmusikalischen Nachwuchses“ und alle Fragen des Gesangbuches. Zudem koordiniert er die Arbeit der Kreiskantoren. Der Landeskirchenmusikdirektor wird auf Vorschlag des Landeskirchenamtes von der Kirchenleitung ernannt.
2024 wurde die Kirchenmusikdirektorin Brigitte Rauscher als Nachfolgerin von Ulrich Cyganek zur Landeskirchenmusikdirektorin berufen. Weitere amtierende Kirchenmusiker der Landeskirche sind zurzeit Jörg Abbing, Wolfgang Abendroth, Martin Bambauer, Georg Hage, Bernd Liffers, Andreas Petersen, Michael Porr, Johannes Quack, Ansgar Schlei, Christoph Spengler, Christoph Spering und Marcus Strümpe.
Überregionale Wirksamkeit über den Bereich der EKiR hinaus erzielte der Diakoniekantor Helmut Kickton mit seinem weltweit bekannten digitalen Kantoreiarchiv, seinem gesellschaftlichen Engagement für Diversität und Inklusion sowie durch seine kompetenten Anregungen als Chorleiter im Bereich der Historischen Aufführungspraxis.
Bedeutende Kirchenmusiker der jüngeren Vergangenheit waren u. a. Elke Mascha Blankenburg, Oskar Gottlieb Blarr, Johannes Geffert, Klaus Germann, Volker Hempfling, Sabine Horstmann, Helmut Kahlhöfer, Hermann Max, Andreas Meisner, Peter Neumann, Almut Rößler, Winfried Pesch, Thomas Schmidt, Thorsten Pech, Klaus-Peter Pfeifer, Hanns-Alfons Siegel, Konrad Voppel, Udo Witt und Hans Wülfing. Ehemalige Landeskirchenmusikdirektoren waren u. a. Christoph Schoener, Volker Ebers, Wilhelm Wiedenhoff und Hartmut Schmidt.

## Position des Präses zur Kirchenmusik

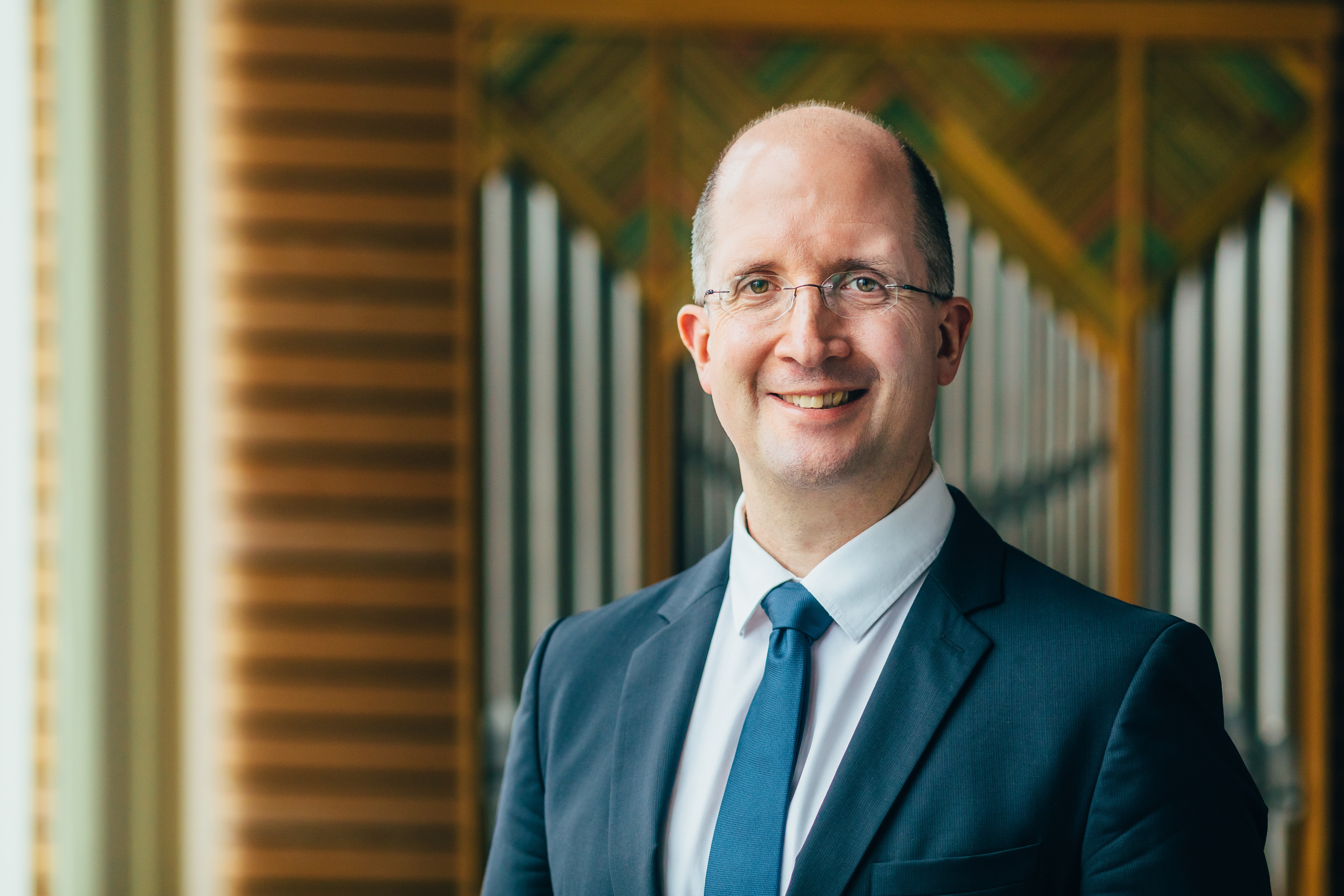
Präses vor der Sauer-Orgel des Landeskirchenamtes

Der Präses Thorsten Latzel wandte sich im Juni 2021 bei einem Generalkonvent in einer Videokonferenz an rund 170 Kirchenmusiker der Landeskirche. Die Kirchenmusik solle sich stärker an den Musikinteressen der Mitglieder orientieren. Man solle den Menschen nicht vorschreiben, wie sie singen sollen, sondern mit und von ihnen lernen, „was ihre Seele zum klingen bringt“. Während der Corona-Epidemie habe es eine hohe kirchenmusikalische Kreativität gegeben. Es habe Balkon-Singen und Straßenkonzerte vor Heimen gegeben. Die Aufgabe der Kirche sei es, Hoffnung gemeinsam eine Stimme zu geben. Kirchenmusikalische Lernfelder wären „Gemeinden anderer Sprache und Herkunft, Treffpunkte in der diakonischen Quartiersarbeit, Schulhöfe, Krankenhäuser, Büros.“

## Chöre

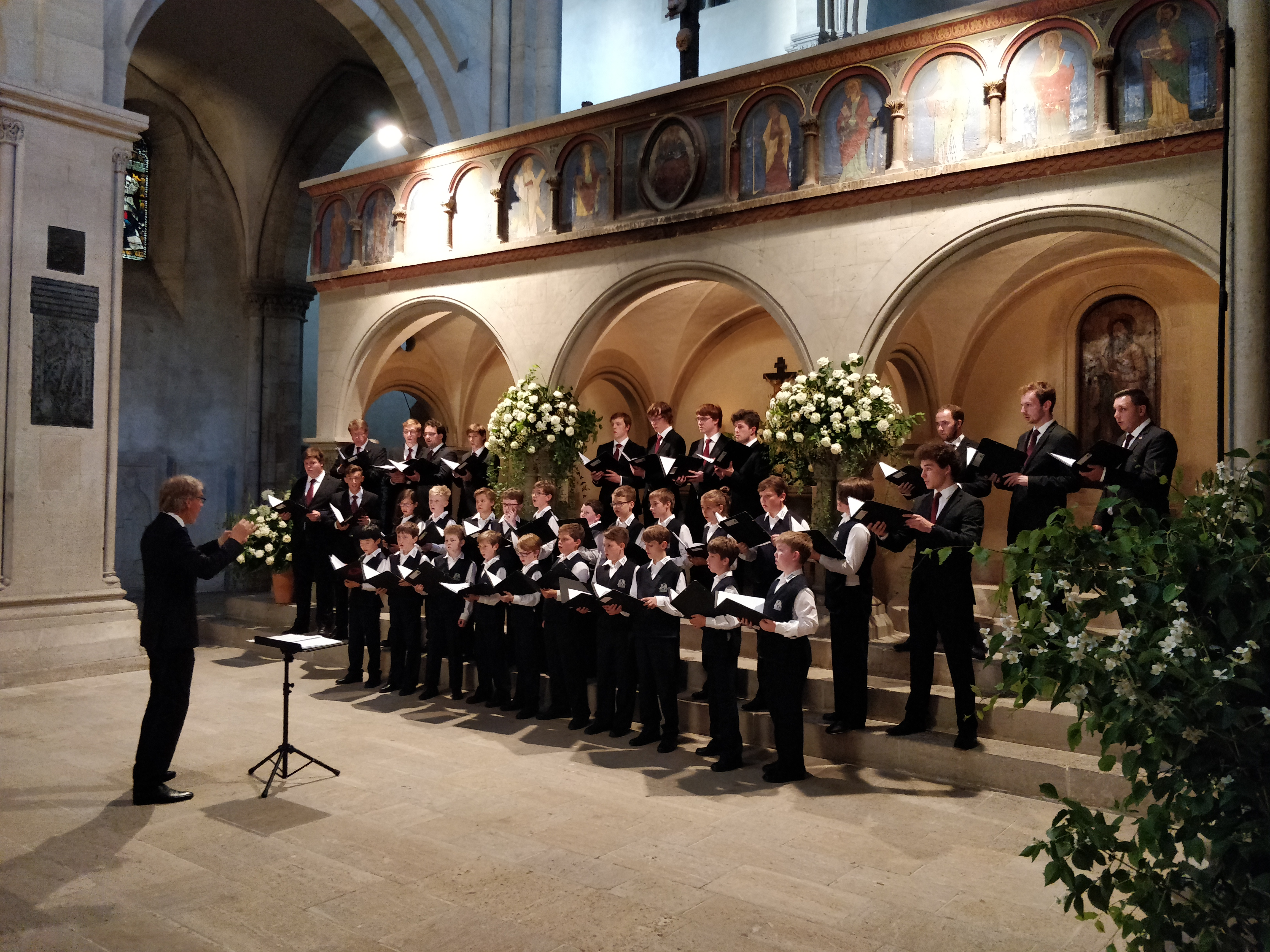
Wuppertaler Kurrende

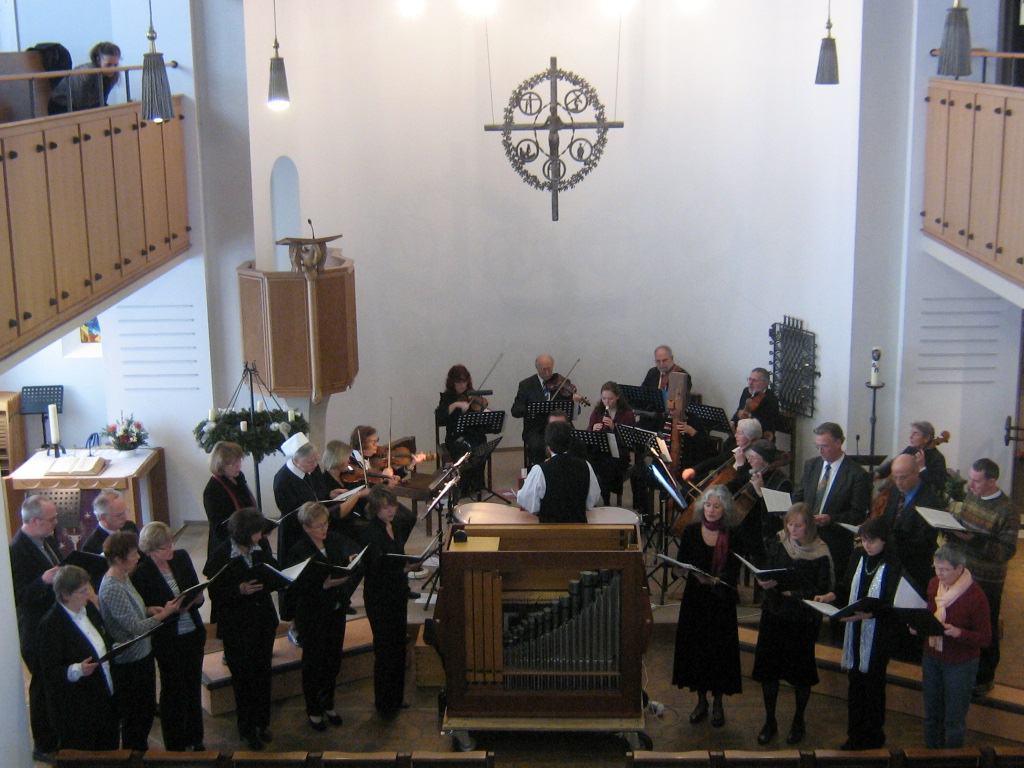
Kreuznacher-Diakonie-Kantorei

Fast 40.000 Menschen wirken in der EKiR in einem Chor oder Instrumentalensemble mit. Bekannte Chöre in kirchlicher Trägerschaft aus dem Bereich der Landeskirche sind u. a. der Aachener Bachverein, die Kreuznacher-Diakonie-Kantorei, die Wuppertaler Kurrende, Vox Bona sowie der Trierer Bachchor. Andere Chöre unter der Leitung evangelischer Kirchenmusiker sind zuweilen in der Trägerschaft eines Vereins, darunter die Kölner Kantorei und der Oratorienchor Köln. Die Kartäuserkantorei Köln ist ein Chor, der der Kartäuserkirche in Köln verbunden ist, sich aber in freier Trägerschaft durch einen Freundeskreis befindet. Die Rheinische Kantorei ging aus der 1977 gegründeten Jugendkantorei Dormagen hervor und ist der Ev. Kirchengemeinde Dormagen angeschlossen. Die Kölner Kurrende wurde 1970 von Elke Mascha Blankenburg als Kinder- und Jugendchor der Christuskirche in Köln-Dellbrück gegründet und befindet sich heute in freier Trägerschaft.

## Posaunenchöre

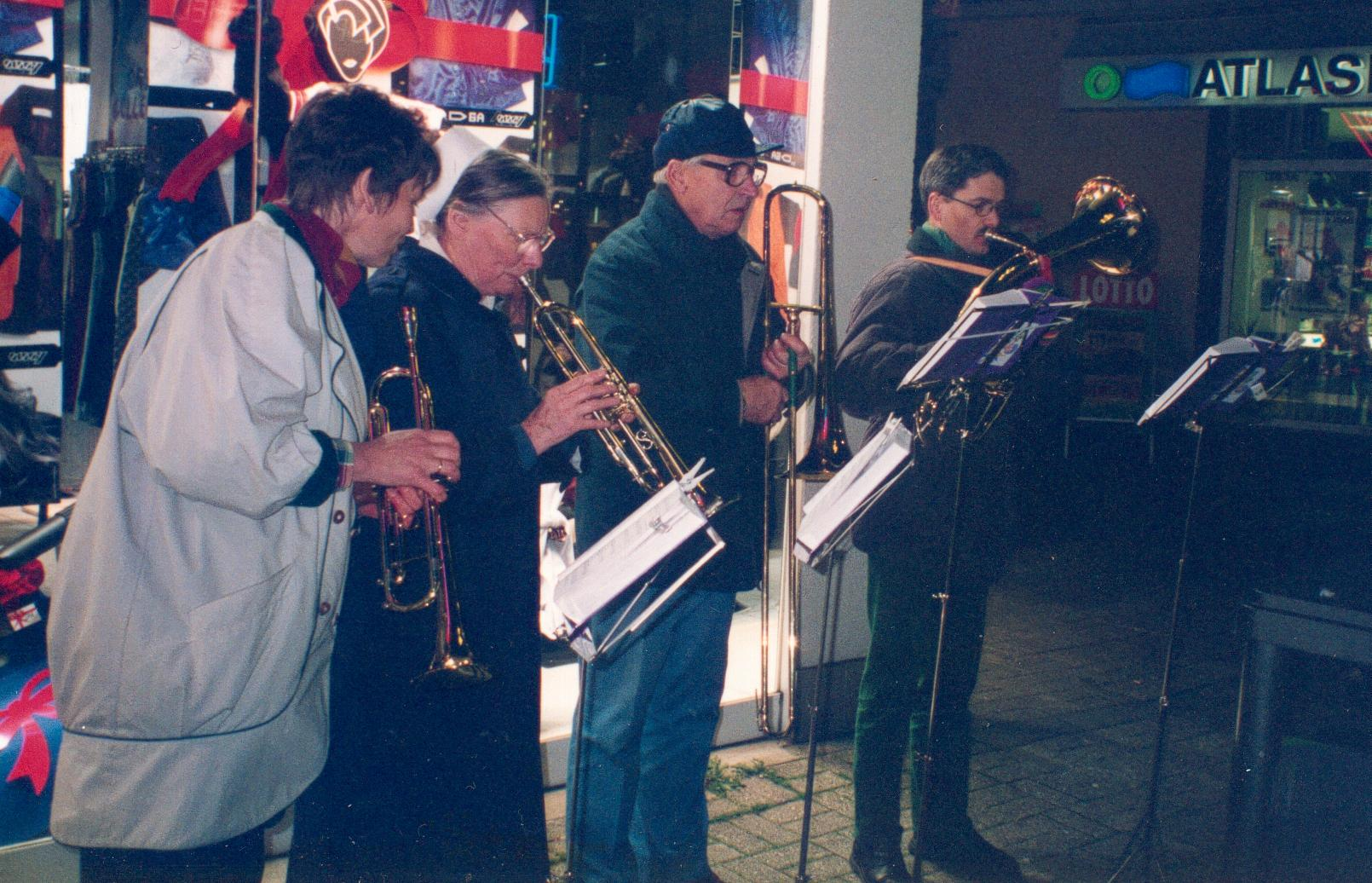
Bläser beim Adventsblasen

In der EKiR spielen etwa 2000 Bläser in fast 200 Posaunenchöre. Die meisten Posaunenchöre sind im Posaunenwerk Rheinland organisiert. Das Posaunenwerk Rheinland entstand 1949, seit 1986 ist es als Verein rechtlich selbständig. Vizepräses Oskar Pistorius würdigte anlässlich des 70-jährigen Bestehens des Posaunenwerkes die Arbeit der Posaunenchöre als „wichtige Konstante in der Kirchenmusik“. Er erinnerte daran, „dass Fanfaren und Bläserklänge zu allen Zeiten instrumentalisiert wurden, um Herrschaftsansprüche zu manifestieren und freies Denken einzuschüchtern“. Auch die Bläserarbeit der Kirche habe sich leider in der Vergangenheit dazu vereinnahmen lassen.
Posaunenchöre sind seit 2016 im 
Bundesweiten Verzeichnis des immateriellen Kulturerbes verzeichnet. Landesposaunenwart ist gegenwärtig Jörg Häusler.
Einen Sonderweg beschreitet der Posaunenchor der Kreuznacher-Diakonie-Kantorei. Um 1990 fusionierte er mit Sängern, Streichern und Holzbläsern zu einer integrativen Kantorei, teils mit Unterstützung von Pauken und Gitarre. Bei Kantaten und Solokonzerten wirken Bläsersolisten im Orchester mit.

## Kirchenorchester

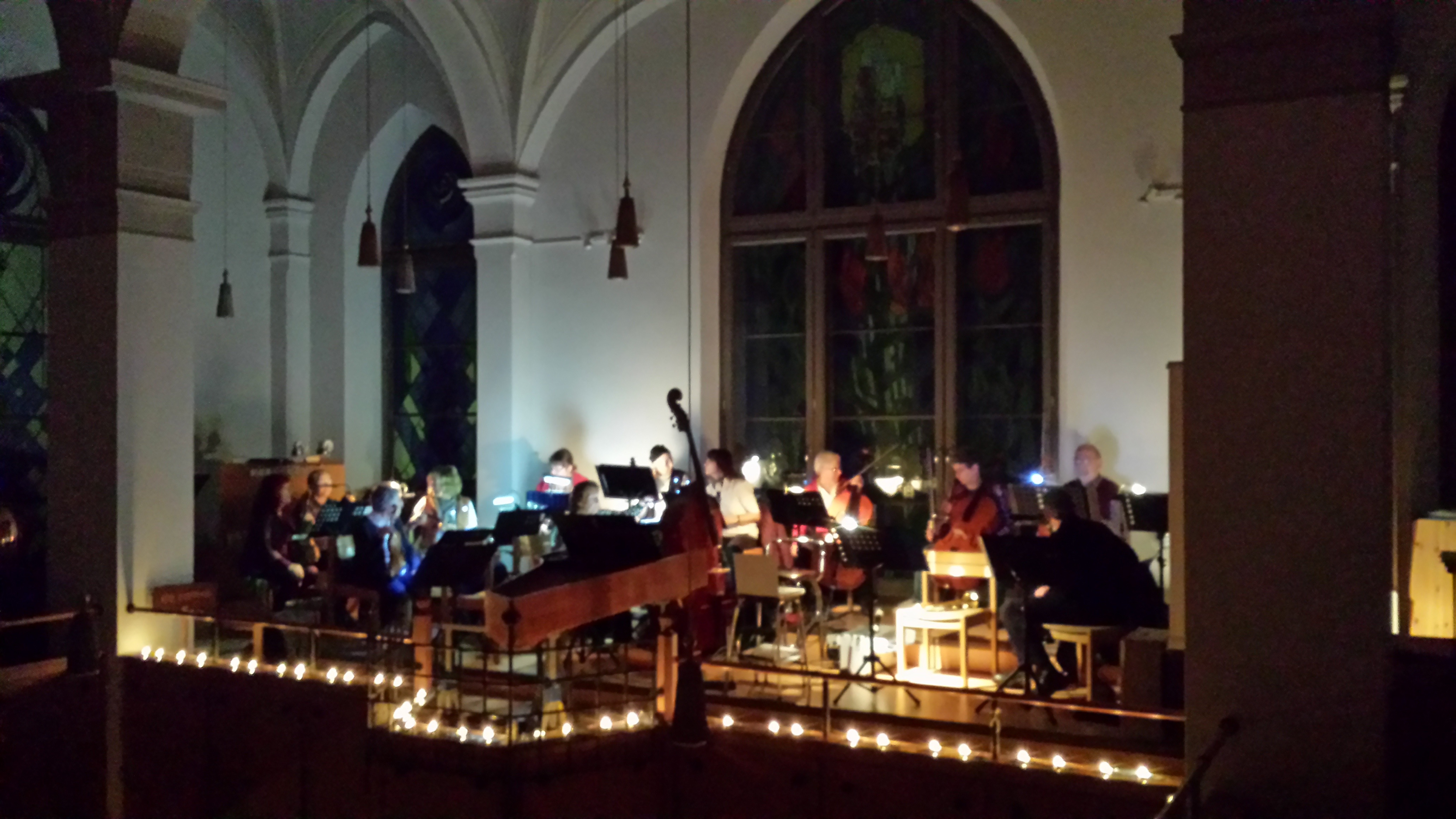
Kirchenorchester

Neben Chören und Posaunenchören existieren in der EKiR verschiedene Kirchenorchester mit vorwiegender Streicherbesetzung. Profilierter Dirigent von Amateurorchestern ist der ehemalige LKMD Ulrich Cyganek, welcher früher das  Peiner Kammerorchester, das Porzer Kammerorchester und das Collegium Musicum Ratingen leitete. Zurzeit ist er Dirigent des Löricker Kammerorchesters.  Ferner leiten der Multiinstrumentalist Helmut Kickton an der Diakoniekirche Bad Kreuznach, Johannes Quack an der Antoniterkirche in Köln, Georg Hage an der Annakirche in Aachen und Karlfried Haas an der Matthäikirche in Düsseldorf ein Kirchenorchester. In den Gemeinden Burscheid, Leichlingen und Opladen besteht ein gemeinsames Kirchenorchester (Musica Laudis), welches von den jeweiligen Kirchenmusikern der Gemeinden projektweise geleitet wird.
Instrumentales Laien- und Amateurmusizieren gilt wie das Musizieren der Posaunenchöre seit 2016 als immaterielles Kulturerbe.

## Verbände für Kirchenmusik

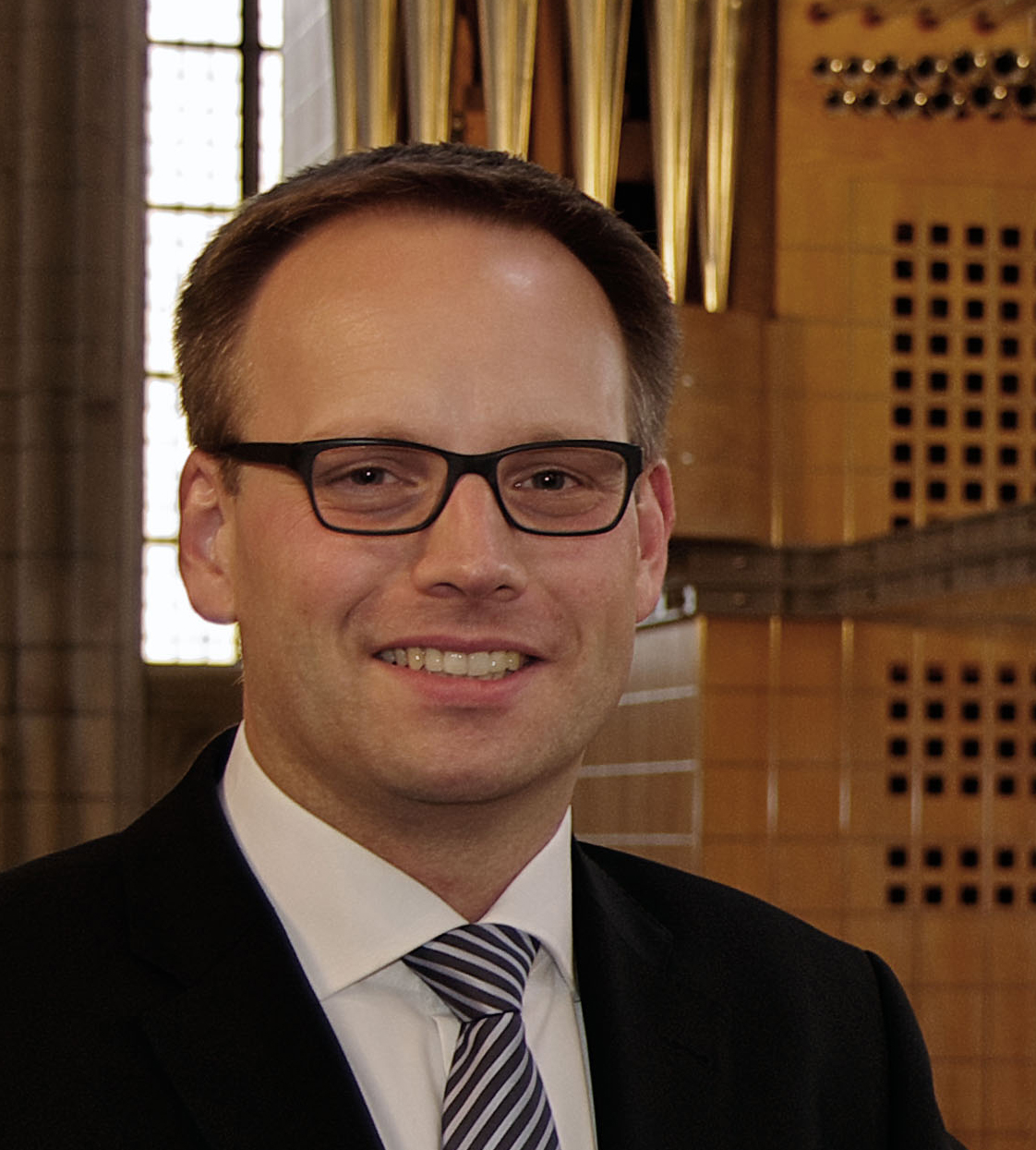
KMD Ansgar Schlei

Die kirchenmusikalischen Chöre und Instrumentalgruppen sind in der Regel im Chorverband der EKiR und im Posaunenwerk Rheinland organisiert.
Für Gospelchöre und Kirchenbands besteht seit 2013 ein Verband für christliche Popularmusik in der Evangelischen Kirche im Rheinland. Als Fach- und Berufsverband für Kirchenmusiker dient der Verband für Kirchenmusik in der Evangelischen Kirche im Rheinland e. V. unter seinem derzeitigen Vorsitzenden Ansgar Schlei. Die Verbände haben zusammen mit der Arbeitsstelle Gottesdienst, der Arbeitsstelle Kirche mit Kindern und der Arbeitsstelle Prädikantinnen und Prädikanten ihren Sitz im Zentrum Gemeinde und Kirchenentwicklung in Wuppertal.

## Kirchenmusikalische Ausbildung
Im Jahr 1949 wurde in Düsseldorf-Kaiserswerth die Landeskirchenmusikschule der Evangelischen Kirche im Rheinland gegründet. 1951 wechselte die Schule ihren Standort nach Wuppertal-Elberfeld. 1958 folgte ein weiterer Umzug nach Düsseldorf. 1975 wurde die Ausbildung der hauptamtlichen Kirchenmusiker als Abteilung für Evangelische Kirchenmusik in die Robert Schumann Hochschule integriert.
Die Ausbildung zum nebenamtlichen Kirchenmusiker findet in der EKiR gegenwärtig in regionalen Kursen statt. Darüber hinaus organisiert die Landeskirche zentrale C-Seminare und C-Intensivkurse, in denen wissenschaftliche Fächer wie Hymnologie, Liturgik, Kirchenmusikgeschichte und Orgelbau unterrichtet werden. Es werden Ausbildungsgänge für nebenamtliche Kirchenmusiker mit den Fachrichtungen Orgel, Chorleitung, Kinderchorleitung, Posaunenchorleitung und Popularmusik angeboten. Institute zum Studium der evangelischen Kirchenmusik im Bereich der EKiR finden sich neben der Robert Schumann Hochschule Düsseldorf an der Hochschule für Musik und Tanz Köln sowie an der Hochschule für Musik Saar.

## Kirchenmusikalischer Nachwuchs
Die Förderung des kirchenmusikalischen Nachwuchses gehört zum Aufgabengebiet des Landeskirchenmusikdirektors und der Kreiskantoren. Schon 2003 warnte LKMD Ulrich Cyganek vor der Situation, dass in manchen Kirchengemeinden der Orgelmotor ausginge. 2020 äußerte er sich, dass der Nachwuchs an Organisten rar sei. Auf der gesamten kirchenmusikalischen Baustelle herrsche Facharbeitermangel. Die Zahl der Teilnehmenden an den Kursen zur Ausbildung für nebenamtliche Kirchenmusiker (C-Prüfung) habe sich in den letzten zwei Jahrzehnten mehr als halbiert. Mit einer breit angelegten Kampagne plant er drei Zielgruppen zu erreichen: Jugendliche vor dem Abitur, klavieraffine Menschen in der Lebensmitte sowie Senioren im Rentenalter. Die Nachwuchsfrage sei ein „Fass ohne Boden“. Die Kirche bräuchte unbedingt Leute. Im September 2021 startete die Werbekampagne Orgel On mit einer eigenen Webseite und mehreren Videos bei YouTube (155 Abrufe im ersten Jahr). Bestandteil des Projektes sind vier transportable Kleinorgeln, die von interessierten Kirchengemeinden ausgeliehen werden können.

## Orgel- und Glockenberatung
Die Orgel- und Glockenberatung der Evangelischen Kirche im Rheinland (früher „Orgel und Glockenamt“) unterstützt die Gemeinden der rheinischen Kirche in allen Angelegenheiten bezüglich ihrer Orgeln und Kirchenglocken, insbesondere bei Neubauten, Renovierungen, Umbauten und Restaurierungen. Die Beratungstätigkeit wird durch Orgelsachverständige wahrgenommen. Bekannte Orgelsachverständige der Evangelischen Kirche im Rheinland waren u. a. Hans Klotz, Hans Hulverscheidt und Reinhard Raue.

## Orgelmusik in der EKiR

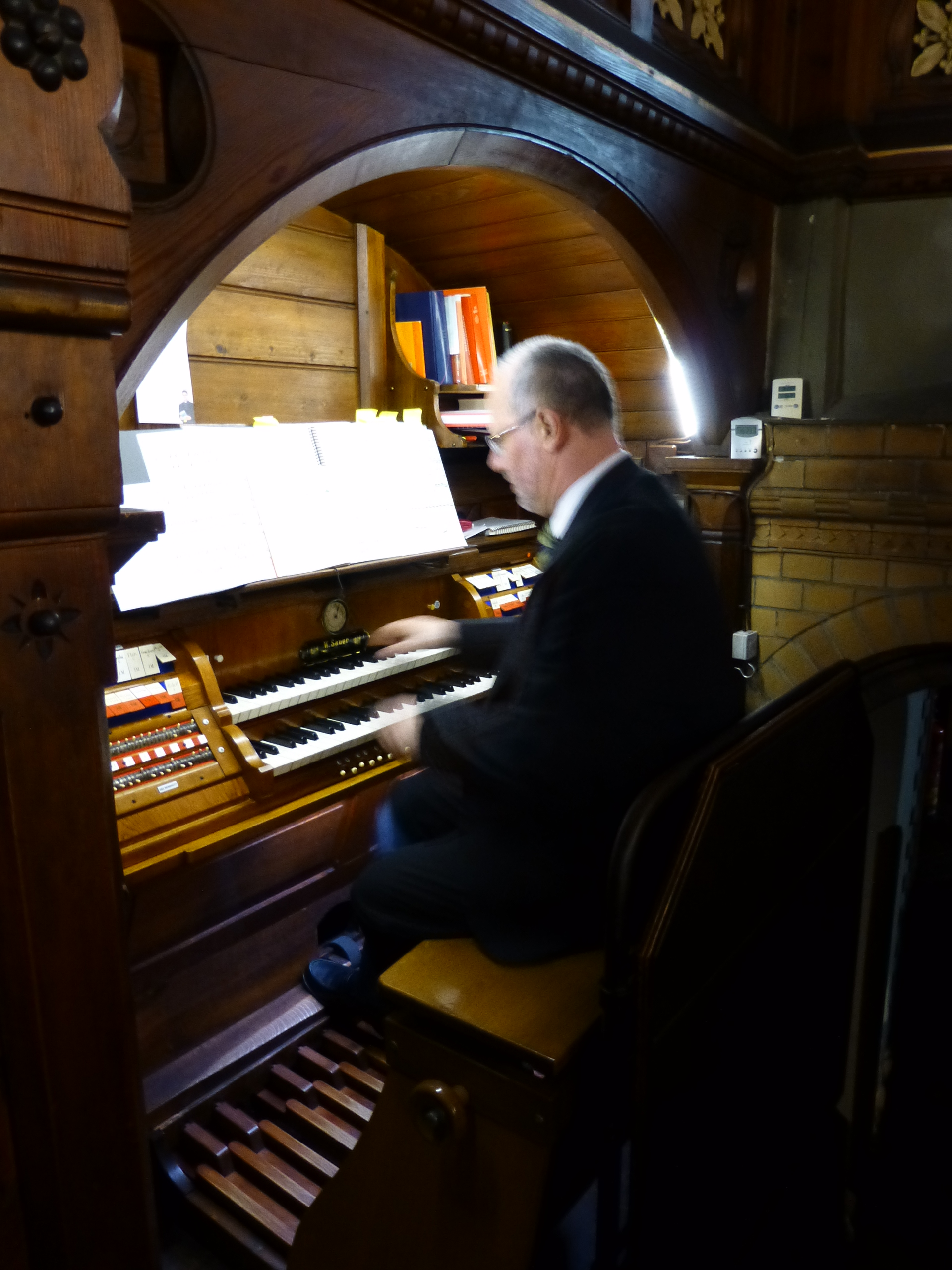
Kantor Thorsten Pech beim Orgeldienst an der historischen Sauer-Orgel

Zu den Komponisten für Orgelmusik (seit 2017 immaterielles Kulturerbe der Menschheit) im Bereich der EKiR zählen Reinhold Birk, Oskar Gottlieb Blarr, Günter Gruschwitz, Andreas Petersen, Siegfried Reda, Magdalene Schauß-Flake, Dieter Wellmann und Wolfgang Stockmeier. Versierte Improvisatoren der EKiR sind u. a. Jörg Abbing an der Stift Sankt Arnual in Saarbrücken, Martin Bambauer an der Konstantinbasilika in Trier und Thomas Schmidt an der Marktkirche in Neuwied. Helmut Kickton an der Diakoniekirche Bad Kreuznach hat sich sowohl als ausgezeichneter Orgelimprovisator als auch Interpret schwierigster Orgelmusik (Prélude et fugue en si majeur von Marcel Dupré) profiliert. Almut Rößler gewann Bedeutung durch zahlreiche Erst- und Uraufführungen von Werken der Komponisten Olivier Messiaen, André Jolivet, Johann Nepomuk David, Jürg Baur, Ernst Ludwig Leitner, Diether de la Motte, Dimitri Terzakis, Giselher Klebe und Ivana Loudová.
2021 startete die rheinische Kirche zum Instrument des Jahres auf ihrem YouTube-Kanal das Projekt: Orgel des Monats, in dem herausragende Instrumente der Landeskirche vorgestellt werden. Zu Beginn wurde die viermanualige Eule-Orgel der Konstantinbasilika in Trier vorgestellt.

## Digitale Kirchenmusik aus der EKiR bei YouTube
Im Jahr 2008 veröffentlichten drei Kirchenmusiker der EKiR ihre ersten Musikvideos auf der Internetplattform YouTube: der Remscheider Kirchenmusiker Christoph Spengler, der Neuwieder Kirchenmusiker Thomas Schmidt und der Kreuznacher Kantor Helmut Kickton. Die Aufrufzahlen der genannten Kanäle lagen im Jahr 2021 jeweils im sechsstelligen Bereich. Der Kanal von Christoph Spengler bietet schwerpunktmäßig modernere Kirchenmusik an. Der Neuwieder Kanal ist durch große Chor- und Orchesterwerke gekennzeichnet. Der Kanal des Diakoniekantors enthält neben Orgeleinspielungen solistisch besetzte Vokalmusik der kreuznacher-diakonie-kantorei an. Videos mit hohen Abrufraten waren u. a. „Volkslieder zum Mitsingen“ von Christoph Spengler (140.000 Abrufe), ein Chor aus Haydns Schöpfung im Kanal von Thomas Schmidt (57.000 Abrufe) und das Rockludium für Orgel von Helmut Kickton (31.000 Abrufe). Die EKiR veröffentlicht seit 2021 auf ihrem Kanal EKiRInternet ebenfalls kirchenmusikalische Beiträge.
Präses Thorsten Latzel wies im Juni 2021 in seinem Präsesblog auf die Bedeutung von digitalen kirchenmusikalischen Projekten hin. Es sei kein Zufall, „dass zu den am stärksten geklickten Videos der EKiR die mit musikalischen Projekten“ gehörten. „Kirchenmusik in digitaler Form“ brauche die Kirche „als fest etablierte Säule der Arbeit.“ Die Zukunft werde auch bei Chören und Instrumentalmusik in der Kirche hybrid sein.

## Rheinisches Kirchenmusikfest
Das Rheinische Kirchenmusikfest findet in mehrjährigem Abstand in verschiedenen Kirchenkreisen der Landeskirche statt.
Veranstalter ist der Chorverband in der EKiR e. V., der Verband für christliche Popularmusik in der EKiR e. V., der Verband für Kirchenmusik in der EKiR e. V., dem Posaunenwerk der EKiR e. V. in Kooperation mit der Evangelischen Kirche im Rheinland, vertreten durch den Landeskirchenmusikdirektor Ulrich Cyganek.
Kirchenmusikfeste:
- 1897: Saarbrücken
- 1936: Düsseldorf
- 1950: Neuwied
- 1956: Wuppertal
- 1959: Düren
- 1964: Düsseldorf
- 1967: Bad Kreuznach
- 1970: Wesel
- 1975: Wuppertal
- 2000: „Musik begeistert“, Kirchenkreis An Nahe und Glan
- 2005: „Musik aus England“, Kirchenkreis Wesel
- 2014: „Wie im Himmel, so auf Erden“, Kirchenkreis Bonn[35]
- 2022: „RhEINklang“, Düsseldorf.[36]

## Joachim-Neander-Medaille
Am Sonntag Kantate 2024 verlieh die Evangelische Kirche im Rheinland zum ersten Mal die Joachim-Neander-Medaille. Gestiftet wurde die Auszeichnung für „herausragende kirchenmusikalische Aktivitäten auf dem rheinischen Kirchengebiet“. In den folgenden Jahren soll jedes Mal ein anderer Schwerpunkt gesetzt werden. 2024 wurden in einer Feierstunde im Landeskirchenamt 17 kirchenmusikalische Projekte aus dem Bereich der musikalischen Nachwuchsarbeit mit Kindern und Jugendlichen ausgezeichnet.

## Denkmäler der Orgelbaukunst
Denkmäler der Orgelbaukunst in der EKiR sind u. a. die Stumm-Orgeln in Meisenheim, Rhaunen, Sobernheim, Sulzbach, Waldlaubersheim, St. Goar, die Kleine-Orgel der Evangelischen Kirche in Eckenhagen sowie die Sauer-Orgel in der Friedhofskirche in Wuppertal.

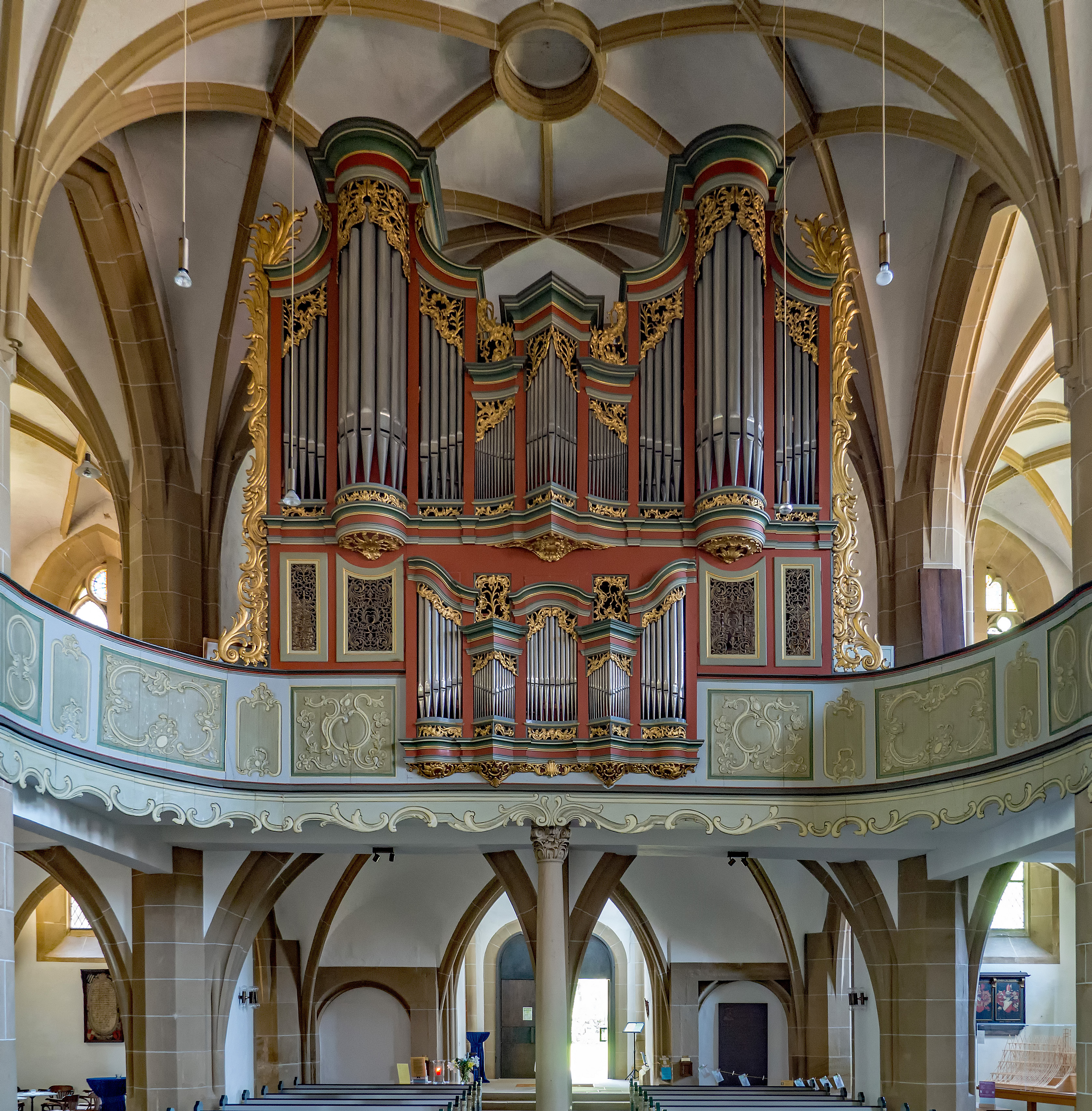
Stumm-Orgel in Meisenheim
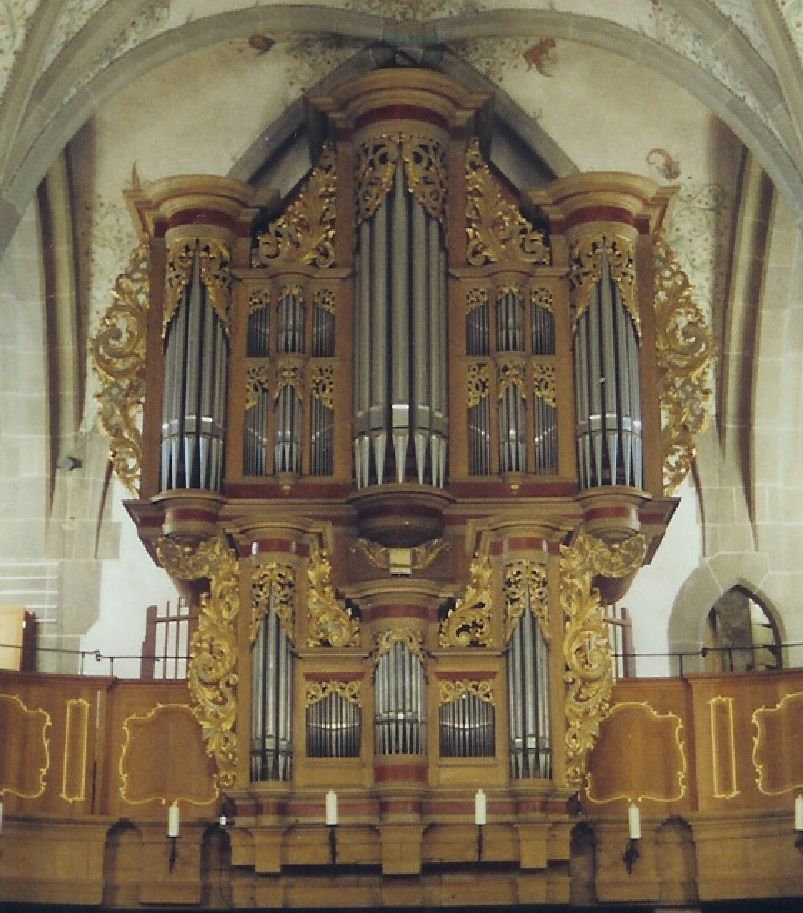
Stumm-Orgel in Sobernheim
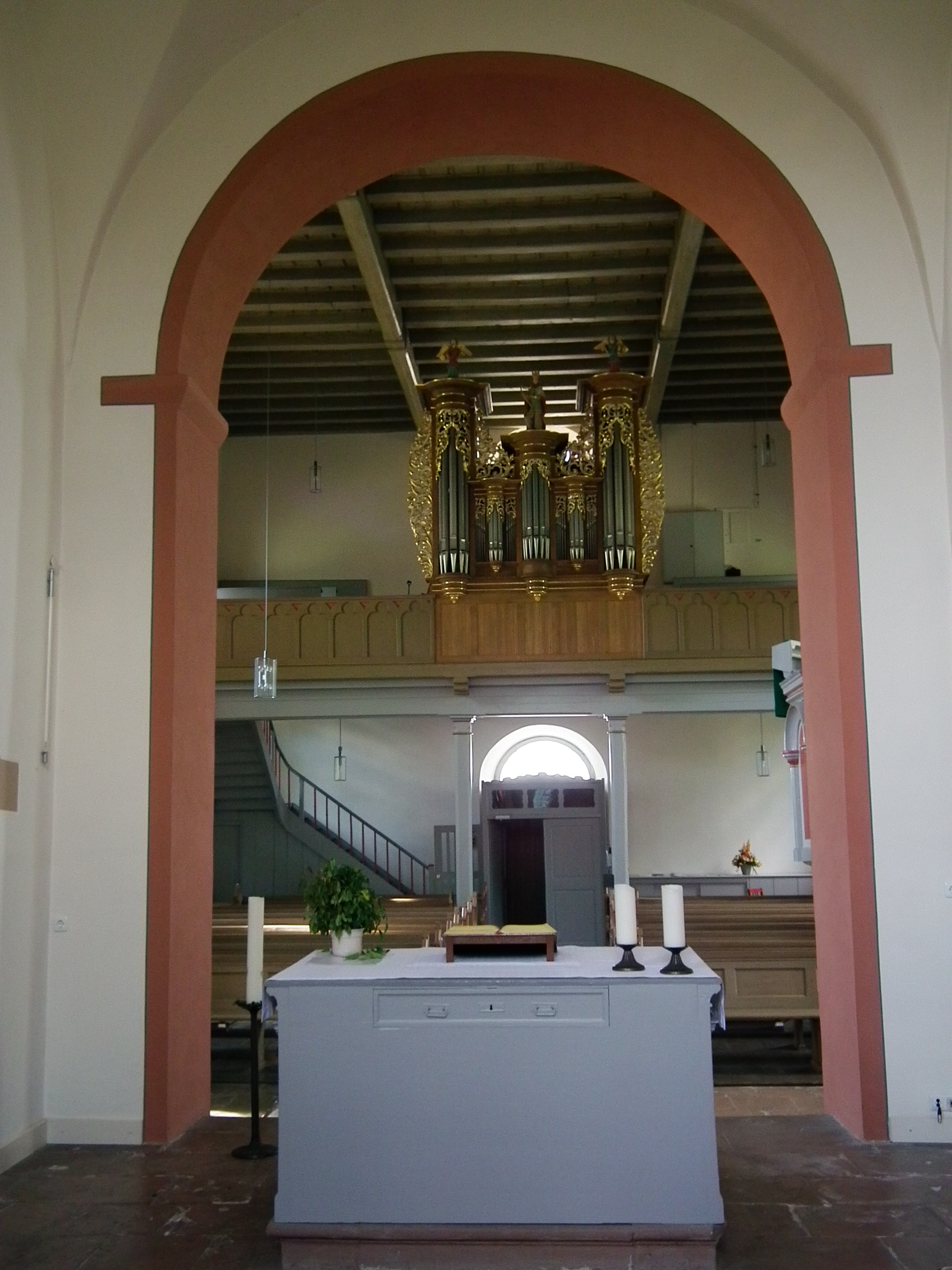
Stumm-Orgel in Waldlaubersheim
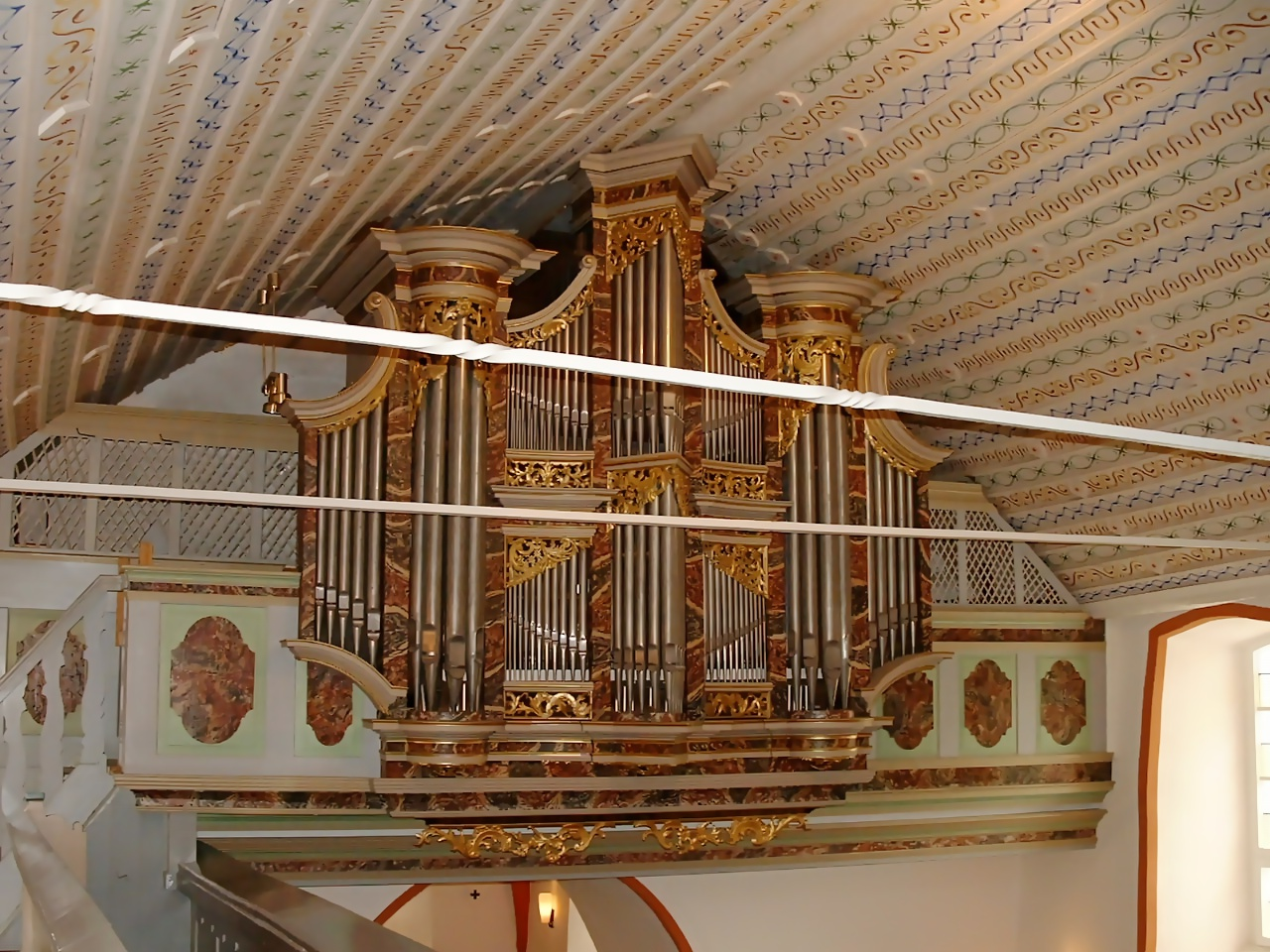
Stumm-Orgel in Sulzbach
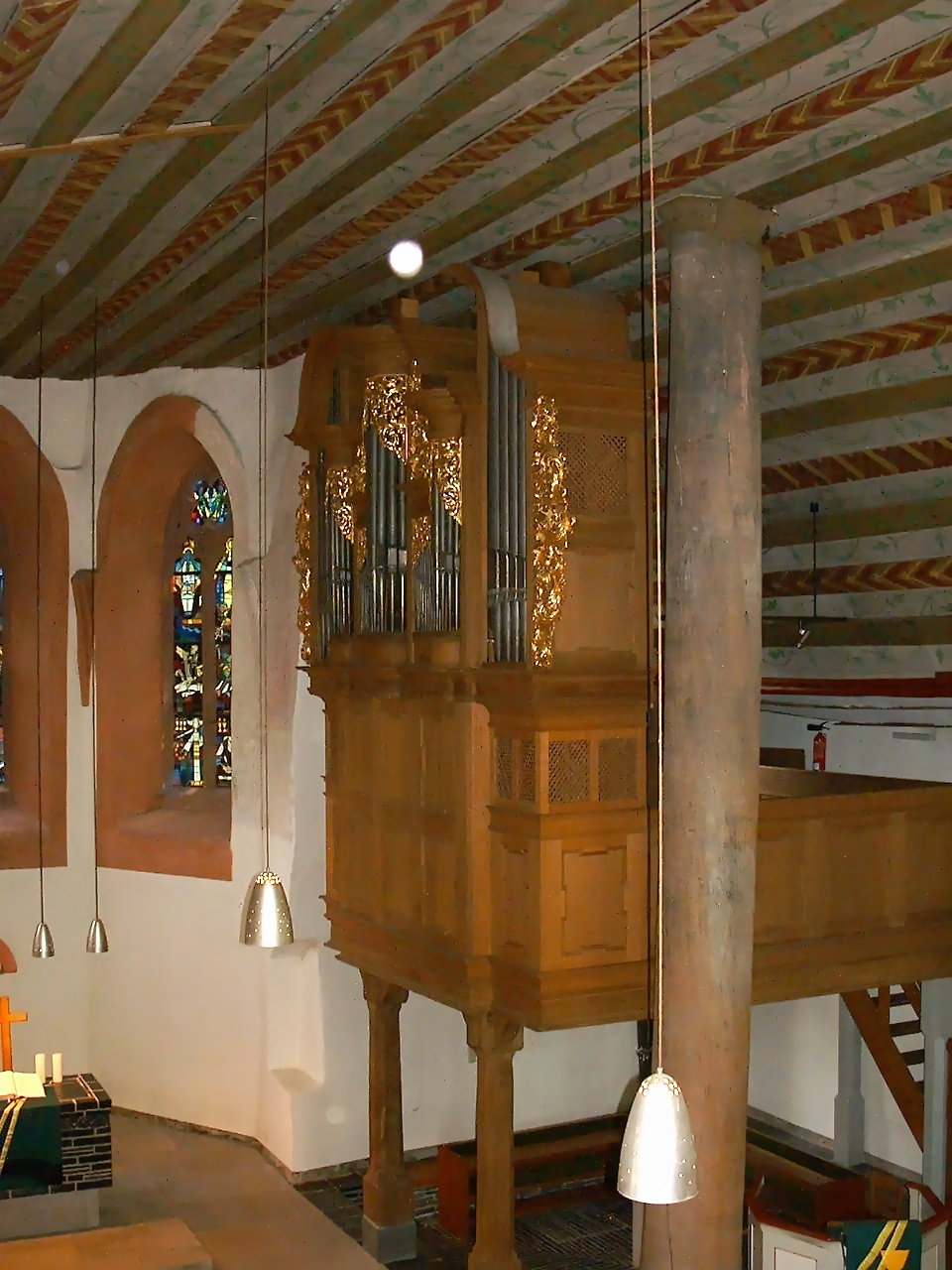
Stumm-Orgel in Rhaunen
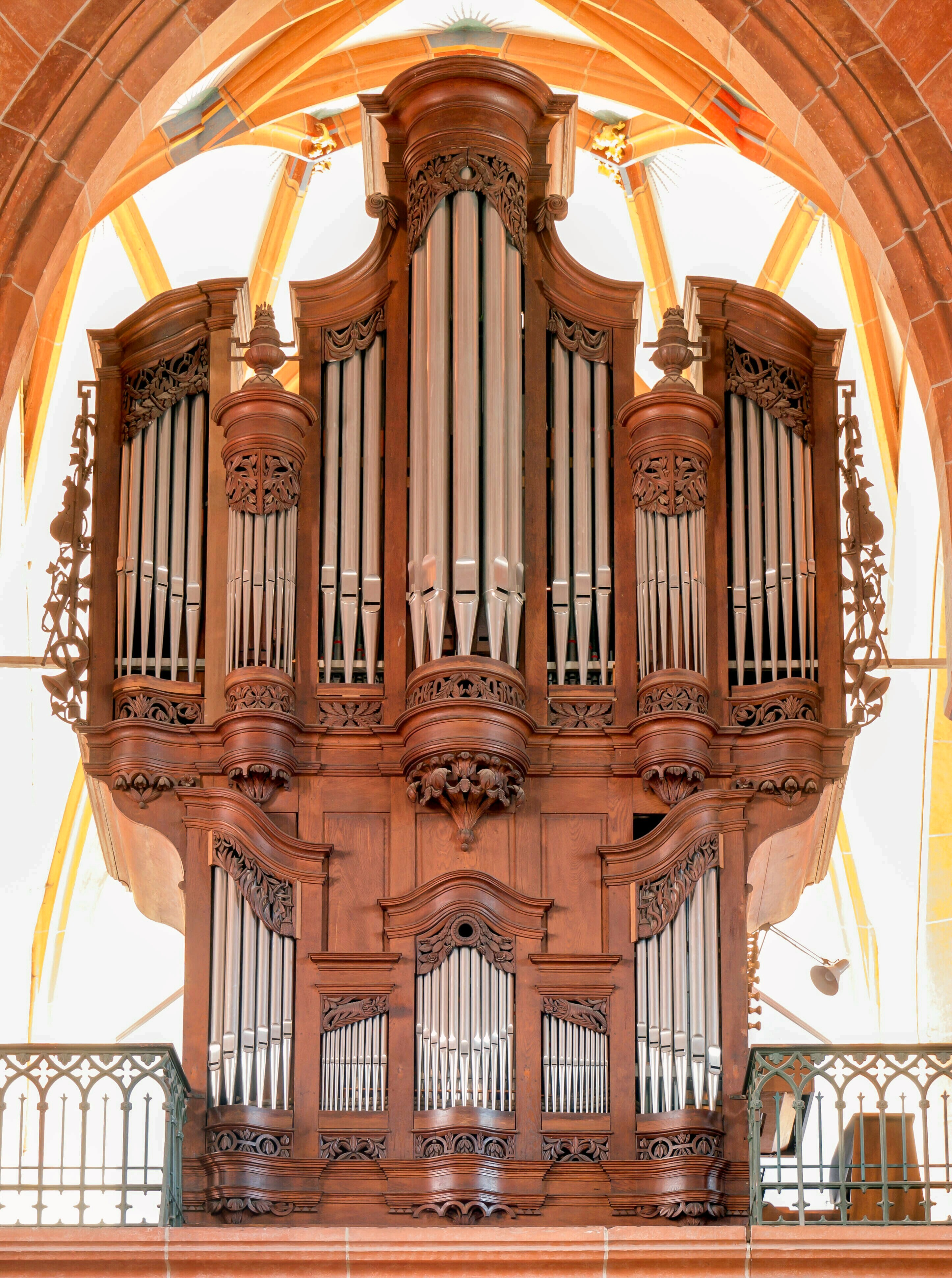
Stumm-Orgel in St. Goar
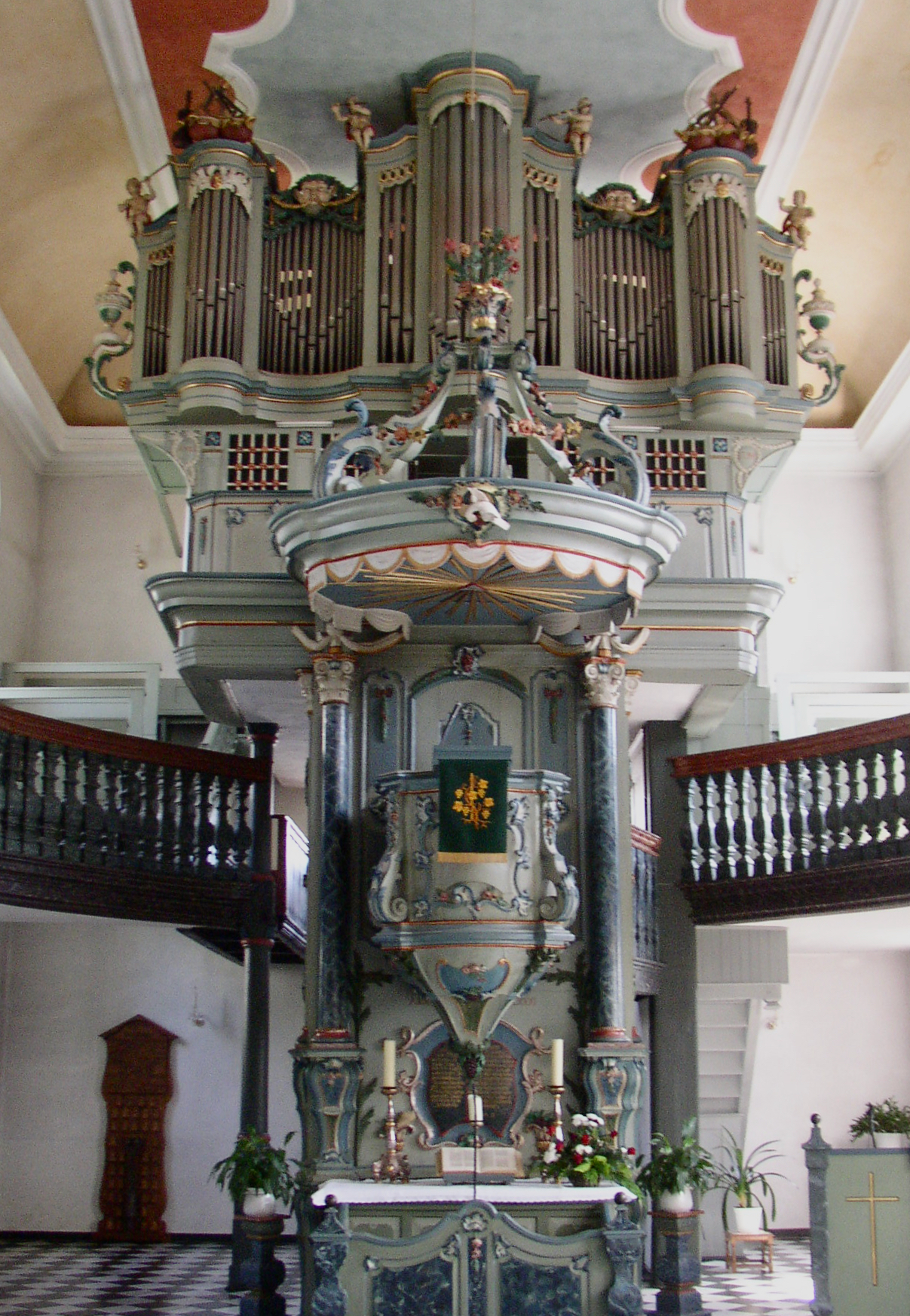
Kleine-Orgel in Eckenhagen
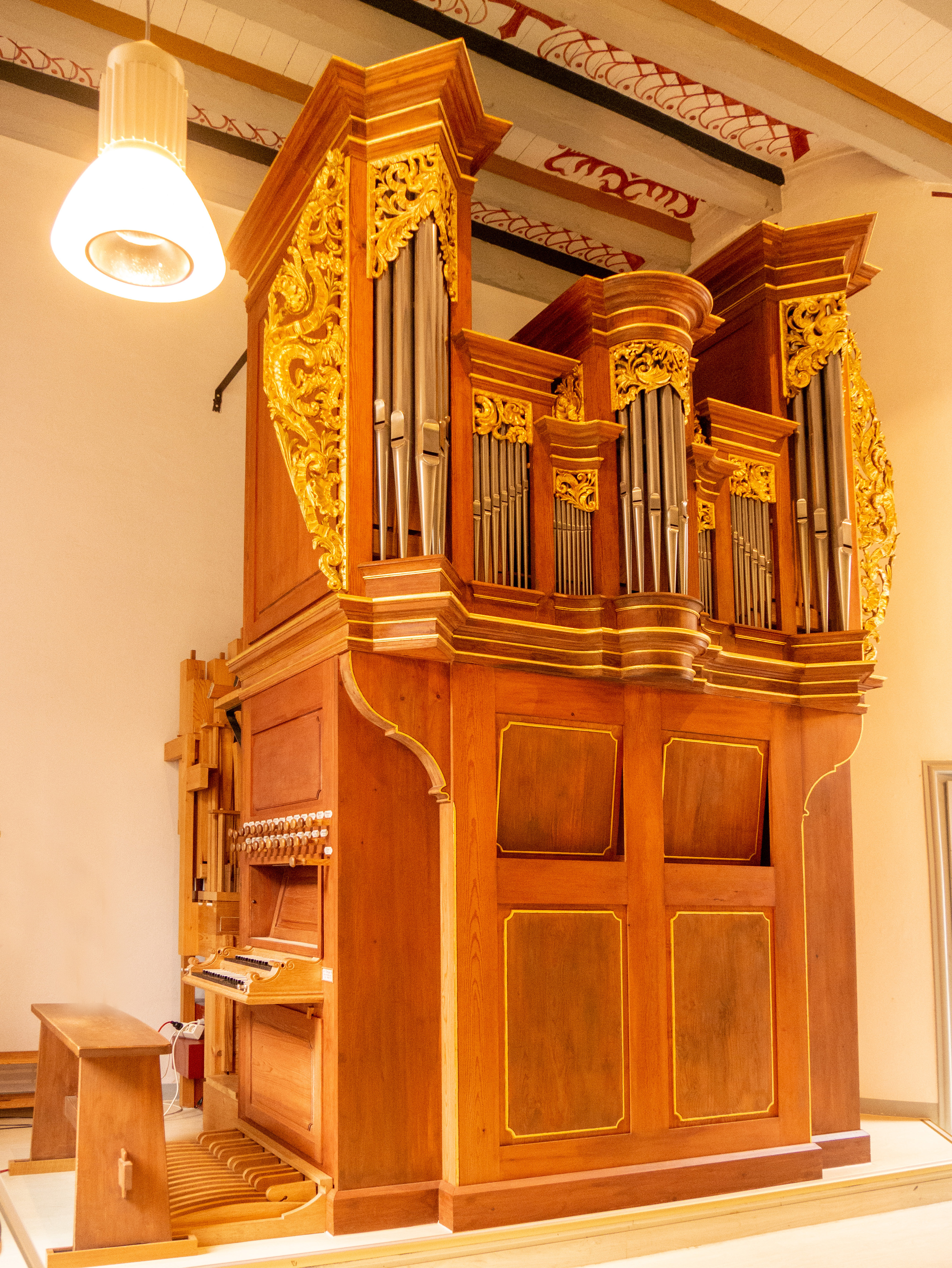
Orgel in Altwied mit Orgelgehäuse von Schöler (1756)
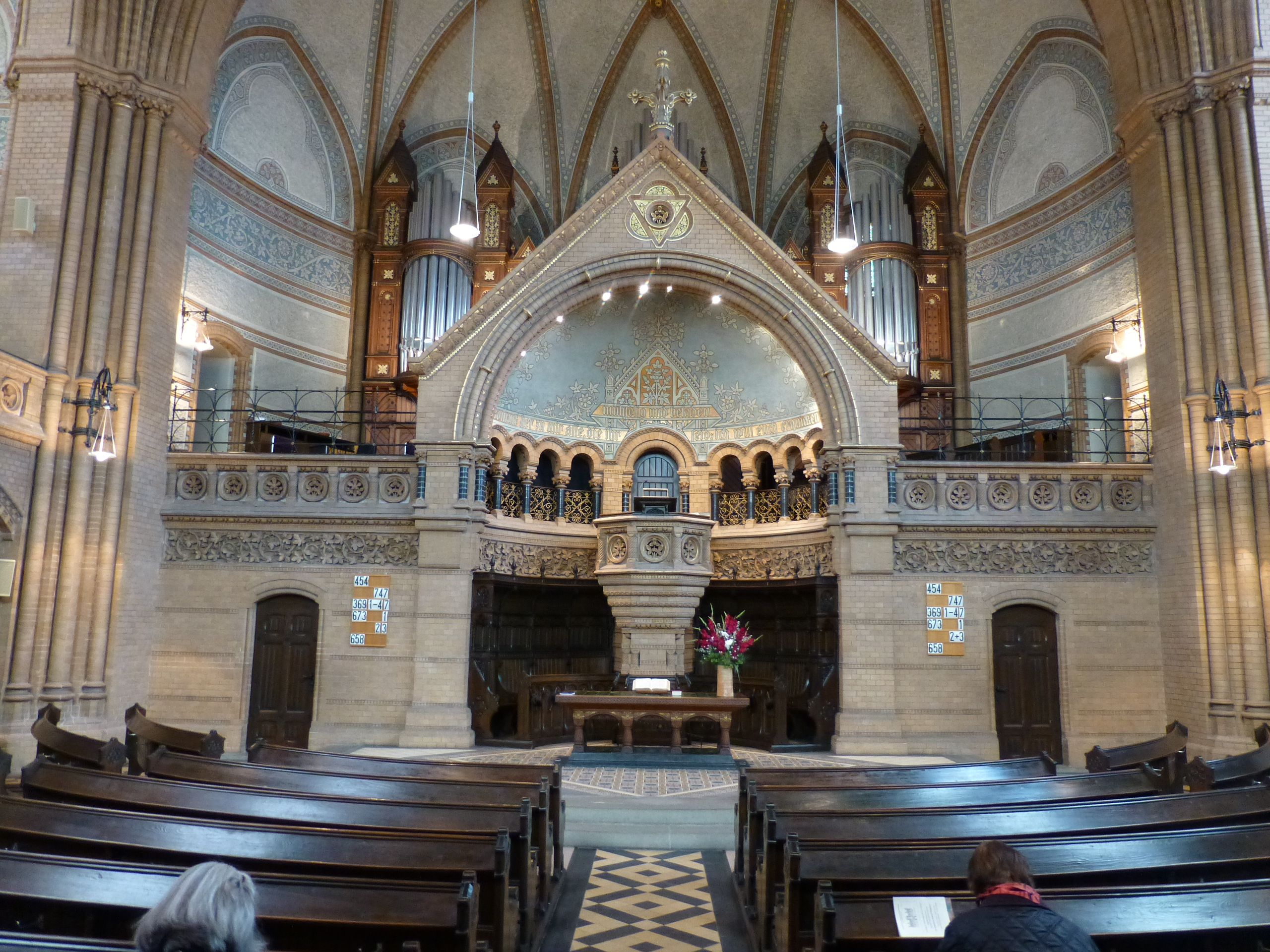
Sauer-Orgel der Friedhofskirche in Wuppertal